# Kim Myong-hyok
Kim Myong-hyok (김명혁?; 3 dicembre 1990) è un sollevatore nordcoreano attivo nella categoria dei pesi leggeri (fino a 69 kg.).

## Carriera
Kim Myong-hyok ha partecipato alle Olimpiadi di Londra 2012 giungendo al 4º posto finale con 329 kg. nel totale, dietro al cinese Lin Qingfeng (oro con 344 kg.), all'indonesiano Triyatno (argento con 333 kg.) ed al rumeno Răzvan Martin (bronzo con 332 kg.). Alcuni anni dopo, però, a seguito di nuovi e più accurati test antidoping effettuati sui campioni di urine degli atleti di quei Giochi olimpici, il rumeno Martin è risultato positivo a sostanze dopanti e, pertanto, squalificato e privato della sua medaglia, con avanzamento alla medaglia di bronzo di Kim Myong-hyok.
Successivamente Kim ha vinto due medaglie di bronzo ai campionati mondiali di sollevamento pesi nelle edizioni di Breslavia 2013 con 337 kg. nel totale e di Almaty 2014 con 334 kg. nel totale.
Nello stesso 2014 ha vinto la medaglia d'argento ai Giochi Asiatici di Incheon con 342 kg. nel totale, stesso risultato del campione olimpico cinese Lin Qingfeng, ma con la medaglia d'oro assegnata a quest'ultimo grazie al suo peso corporeo leggermente inferiore.
L'anno successivo Kim ha vinto la medaglia d'oro ai campionati asiatici di sollevamento pesi di Phuket con 338 kg. nel totale, sconfiggendo questa volta Lin Qingfeng, argento con 330 kg. nel totale.
Nel 2016 Kim ha partecipato alle Olimpiadi di Rio de Janeiro, terminando fuori classifica per aver fallito i tre tentativi nella prova di slancio, dopo aver chiuso al 3º posto nella prova di strappo.